# 分間樓宇單位

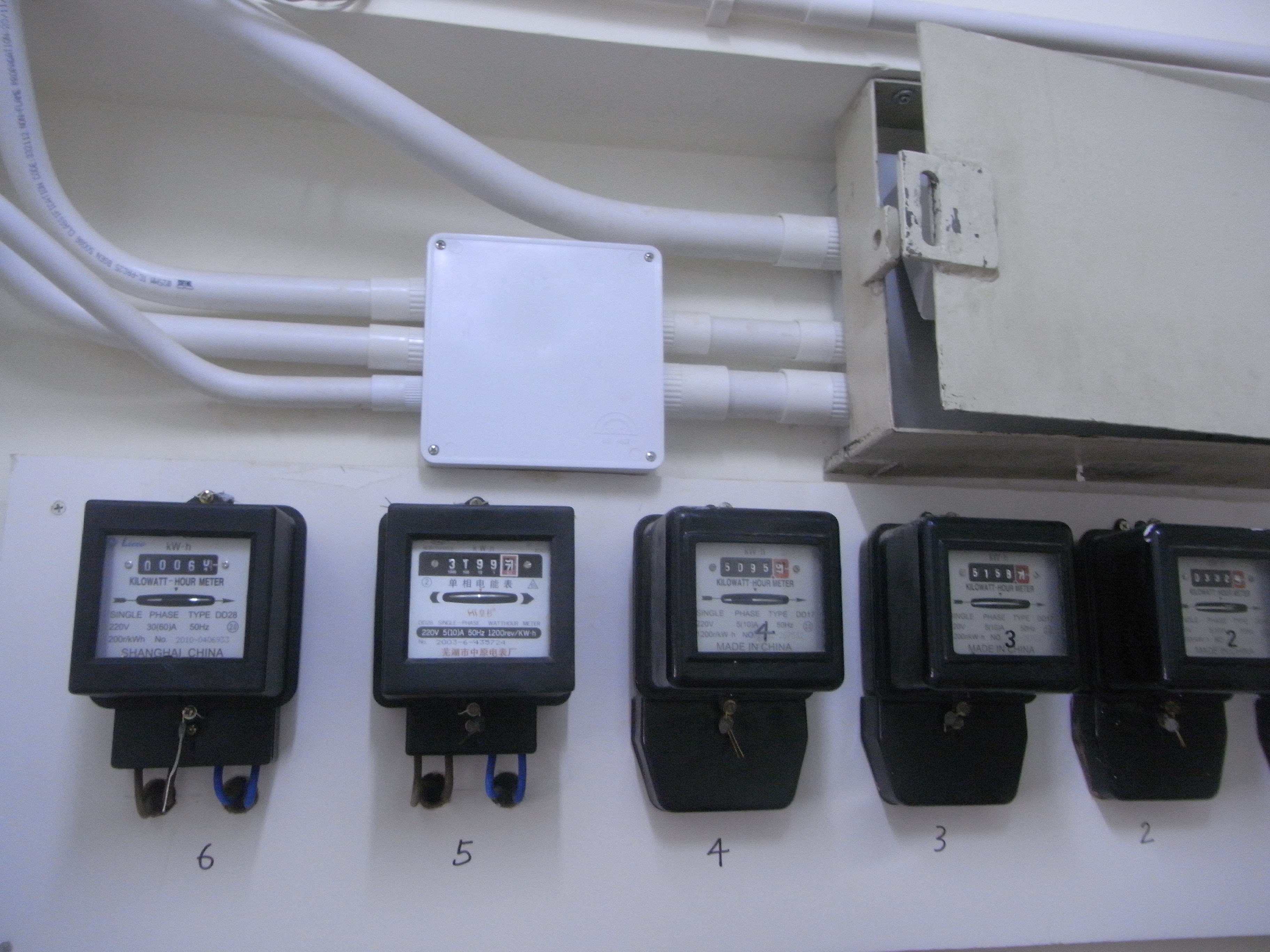
香港一個分間樓宇單位房外的電錶較原圖則多，方便用者自付，分攤電費

分間樓宇單位，又名劏房，是可見於广州、香港等南粤地方的一種特殊住宅、出租房形式，常見於唐樓等有一定歷史的建築物，也有新建樓宇採用類似戶型。即是業主或二房東將一個普通住宅單位分間成不少於兩個較細小的獨立單位，作出售或出租之用；通常每個小單位均設廚房。

## 名稱

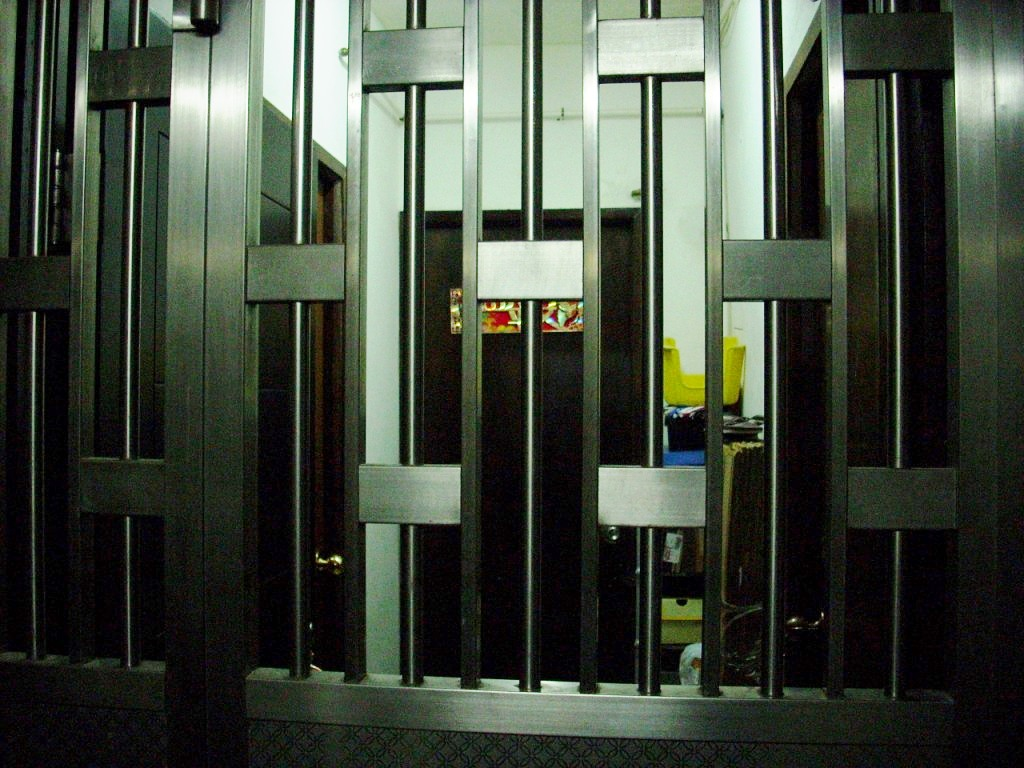
九龍廟街一組劏房出入口共有一扇主閘及三扇木門

「劏」為粵語，意為剖開，如「劏豬」就是將豬宰殺後割開肚腔；「劏房」即是將原本的住宅單位分割成數個更小的出租單位以供低收入家庭或人士居住，居住環境通常都較欠佳。
劏房未必是套房，因套房是指一個可以居住的房間或空間，附設專有洗手間及浴室的單位。不是套房的劏房如板間房，所有租戶只能共用廁所。套房式劏房自設獨立浴室，未必設置獨立廚房。

## 香港

### 公共房屋

#### 早期興建大廈
自從1985年26座問題公屋醜聞曝光後，部分問題較嚴重的屋邨需要在短期內清拆，又或在清拆前夕清空中層1-2層以加裝鋼架鞏固。為了安置相關屋邨的一至二人住戶，房委會將較後期清拆或沒有清拆期限的公屋大廈（如舊長型大廈、Y1型、第四型、第五型徙置大廈）一個標準的空置單位（如大窩口邨、牛頭角下邨、秦石邨等），分拆為兩個俗稱「劏房」、共用廚廁的較小單位。此等「劏房」單位大部分已於90年代中期還原。

#### 1980年代後期建成大廈

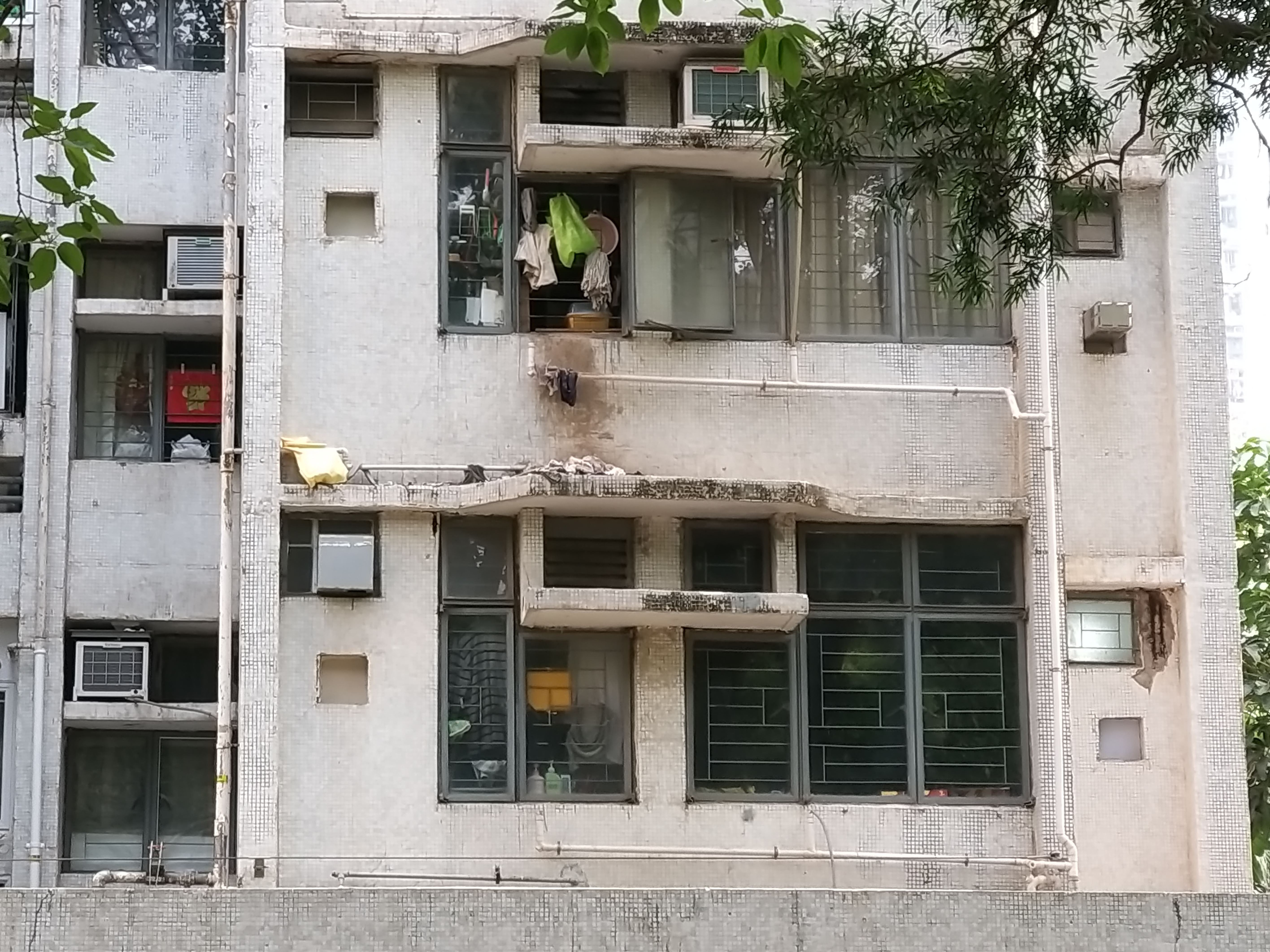
其中一座Y3型大廈的「劏房」

同樣基於上述原因，加上政府在《長遠房屋策略》中落實清拆臨時房屋區，房委會將1988-1992年落成的其中24幢Y3型公屋大廈（尤其是指定接收屋邨）各翼末端（可以是A、C翼或全部三翼末端均進行此等改建）的一至兩個C型（可間兩睡房）大型單位，分拆為3-6個俗稱「劏房」、設有獨立廚廁，並有獨立水電錶的較小型單位，建築面積可低至150餘平方呎，及後20幢Y4型大廈（分別位於景林邨、峰華邨等屋邨）、多幢新長型及相連長型大廈，亦採用「劏房」方案，但Y4型大廈主要於D型（可間三睡房）單位實行；當中，1988年6月落成的良景邨良偉及良俊樓，是全港首批設有狹義「劏房」的住宅樓宇。此等「劏房」單位大部分已循租者置其屋計劃出售，一手售價可低至10餘萬港元。
另外，由1990年起，部分Y3型公屋大廈最低數層的所有單位，均被分拆為一屋三戶、共用廚廁的「長者住屋」，性質形同「劏房」。由於管理困難，加上多數此類單位位於租置屋邨，在還原並出售後可為房委會賺取可觀收入，故此該等單位正陸續還原。

#### 和諧式大廈
2000年2月，為了增加非長者一人單位供應，而面臨三睡房單位需求持續下降，房委會決定將10個和諧式及新和諧式設計屋邨的當中過剩三睡房標準設計單位（尤其是提供三睡房的和諧一型第五款大廈），分拆為若干戶小型單位。及後，由於「孫九招」導致前健明苑居屋部分改作公屋，有關大廈除明日樓全幢及其他樓宇最低10層外，其餘樓層的三睡房標準設計單位一律被分為一人單位及一睡房單位各一間。
另外，部分和諧式公屋大廈最低數層的所有單位，均被分拆為一屋三戶、共用廚廁的「長者住屋」，性質形同「劏房」。由於管理困難，故此該等單位正陸續還原成正常單位出租。

### 私人房屋

#### 興起

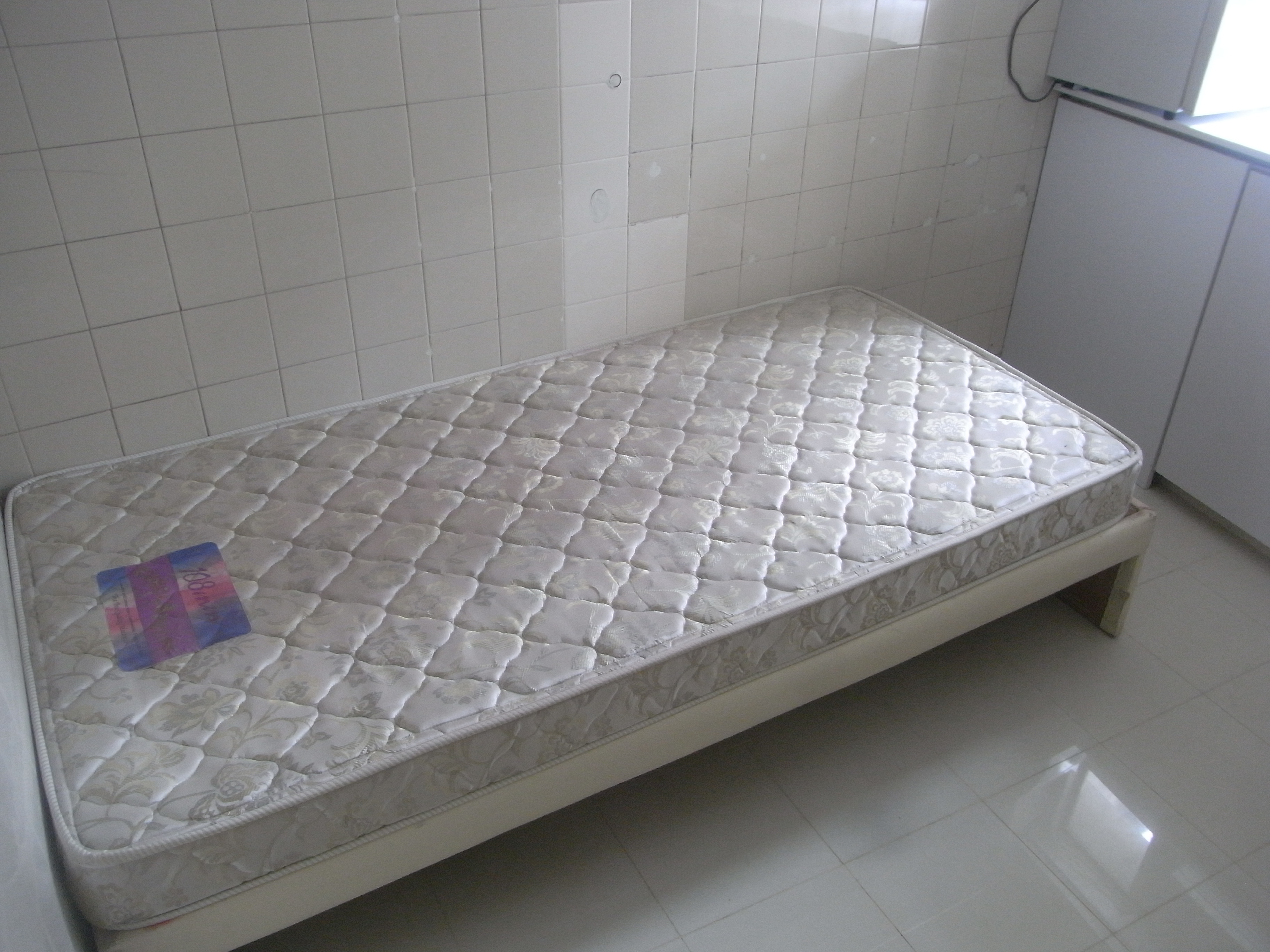
一間劏房室內主要設施是床一張

2002年底香港特別行政區政府推出「孫九招」後，及至曾蔭權在2005年至2012年擔任香港特別行政區行政長官期間，長期壓低土地供應及建屋量，造成後期香港住宅供應短缺，推動房地產價格急升。即使是低下階層倚賴的公共房屋也不能倖免，同時期政府大幅減少興建新的公屋，造成曾蔭權時期（及其卸任後一段時間內）的公屋落成量比其前任董建華時期以及港英時代大減。房屋供應短缺，推動私人住宅租金急升，未獲編配公屋的基層市民不少人只有能力租住面積細小的劏房，造成對劏房的需求上升。同時期，由於大單位改成多間劏房後租金收入可觀，有人不惜違法把工業樓宇改成住宅劏房。
有數據指2011年香港約有64900人居住劏房，至2013年已增加近兩倍。2016年據估計有超過20萬人居於劏房。
早期的劏房只在唐樓或者較舊的有升降機單幢大廈出現，隨近年租金上升，業主都希望分開幾間劏房收多些租金，因此連大型屋苑如美孚新邨、太古城都開始有劏房。
香港特區政府在2014年進行的一項調查顯示，樓齡25年或以上的私人住宅及綜合用途樓宇（不包括村屋）共有約24,600個單位存在劏房，共計約86,400個劏房（平均每個單位分為3.5個劏房），人均居住面積只有約5.7平方米。
2015年有非政府調查指香港的劏房住戶人均居住面積不足48平方英尺，與懲教署監獄囚倉的人均標準空間相若，至於4人及5人劏房家庭的人均居住面積則更少，連監獄也不如。
2018年1月，政府統計處出版《2016年中期人口統計主題性報告：居於分間樓宇單位人士》，近21萬人居分租房劏房，近三成為25歲以下，每月收入中位數為13,500元，低於全港家庭住戶中位數25,000元。當中更有逾5000人為經理及行政級人員和專業人員。

#### 安全問題
由於劏房多數是未有向當局申請改建，干犯者甚至將主力牆拆去，或將地台升高，以鋪設排水系統，令樓宇的結構出現問題。由於單位內有多個房間，同屋住戶人數多於原圖則預設，日常人流較多，通道顯得較窄，易出現消防問題。由2008年1月1日至2011年4月30日，香港政府共接獲逾4000宗劏房投訴，並向違規的劏房個案發出逾70份清拆令，涉及滲水、樓宇結構荷載、違反走火通道安全規定等問題。

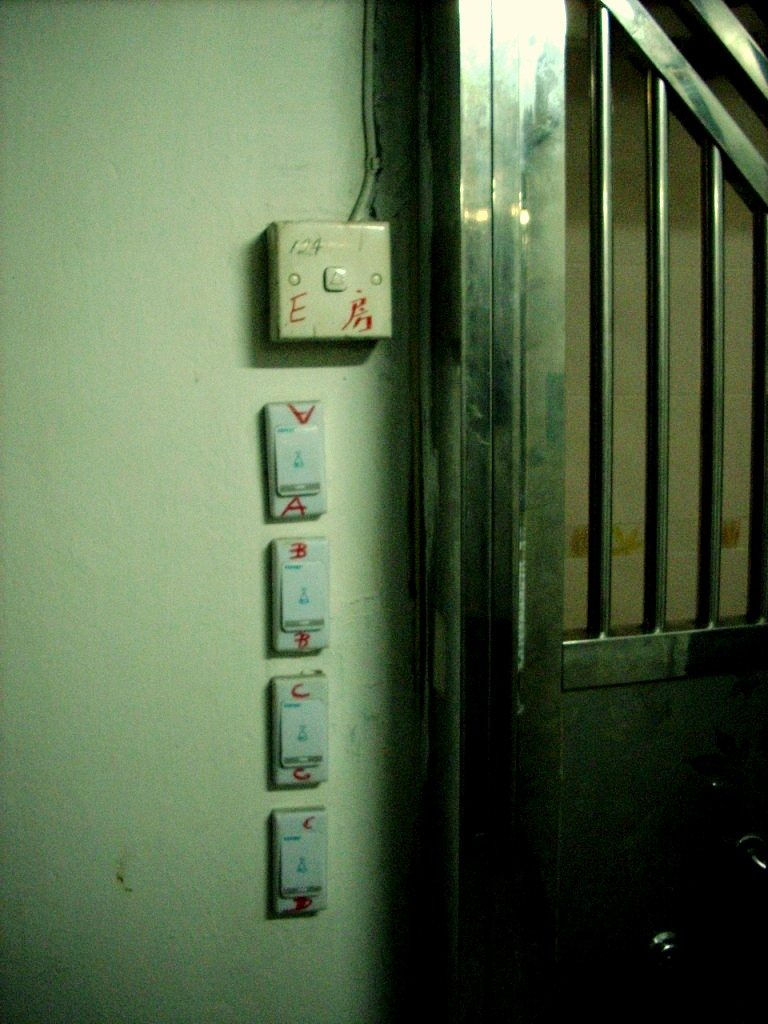
為方便聯絡住客，一組劏房的大門外設置五個電鈴

#### 業主濫收水電費
2018年7月，港大斯科產權研究中心聯同關注基層住屋聯席的一項調查發現，劏房租戶需向業主繳交的電費和水費，較原定多分別約四成和1.2倍。有劏房租戶表示懷疑業主濫收電費，曾嘗試不開冷氣和洗衣機作試驗，以至離家一星期，但電表好像沒有太大變化。批評業主濫收水電費不合理。此外，由於劏房租戶與業主簽訂書面租約當中68.5%的租約未有加蓋印花（俗稱“打厘印”，即把合約登記在冊，對簽約雙方均有保障），引致租戶想追討業主濫收水電費較為困難。

##### 建議規管
2011年6月，針對劏房引起的樓宇安全問題，香港政府表示，計劃將劏房工程，涉及如非承重牆、地台、通往走火通道的洞口等的結構，納入小型工程監管制度。
在2016年6月淘大工業村迷你倉大火後，特區政府加強對「工廈劏房」的巡查和取締，並表示考慮修改法例，將改裝工業大廈單位為住宅劏房定為刑事罪行並加重懲罰，而業主、二房東或相關公司董事需要負上個人刑事責任。

#### 影響
由於過往政府曾經長期壓低房屋供應，造成房屋短缺而推高樓價和租金，不少市民因為負擔不起高昂租金，被迫入住劏房等不理想的居住環境，被認為是造成他們對政府失去信心的原因。
2018年，有組織調查部分劏房戶因環境擠迫、衛生情况惡劣、有起火風險，以及治安水平欠佳等原因，出現抑鬱及焦慮徵狀，有人更確診情緒病，需尋求治療。

#### 租務管制的實施
實施分間單位租務管制的《業主與租客（綜合）條例》第IVA部已於2022年1月22日開始生效。差餉物業估價署負責條例的執行工作。政府已委託非政府機構設立6支區域服務隊，協助差餉物業估價署在地區層面推廣新法例，提高公眾對新規管制度的認識和處理一般查詢等。政府亦委託一間非政府機構，設立及管理「劏房」租務管制資訊平台 (網址: www.sdu-info.org.hk （页面存档备份，存于）)，以分享分間單位租務管制的資訊作宣傳及教育用途。

### 「簡樸房」概念引入
在2024年施政報告中，李家超政府宣佈未來將以立法方式制訂劏房出租制度，並引入「簡樸房」標凖，包括必須有窗、有獨立廁所、面積不少於8平方米等。不符合上述標準的劏房必須改建成合標凖的「簡樸房」，並由專業人士確認並申請認證，否則不能出租，違反的業主需要負上刑事責任。法例正式生效前，會設寬限期。另外，政府亦會為此設立登記制度，讓已登記業主享有寬限期。

## 廣州
2013年時在廣州海珠區鶴鳴四巷，就有一棟是民國時期廣州市長李福林為妾侍建造的歷史建築，大宅內部被拆空改造來分拆出租，「劏」成30多間房，每間預置有獨立水電、門鎖、廚廁等。
萬科在廣州科學城附近的雲城，就弄出13平方米超小戶型住宅，被坊間稱為劏房。

## 相關事件
- 2011年花園街排檔四級火
- 馬頭圍道唐樓倒塌事件